# Amtshaus für den 10. Bezirk

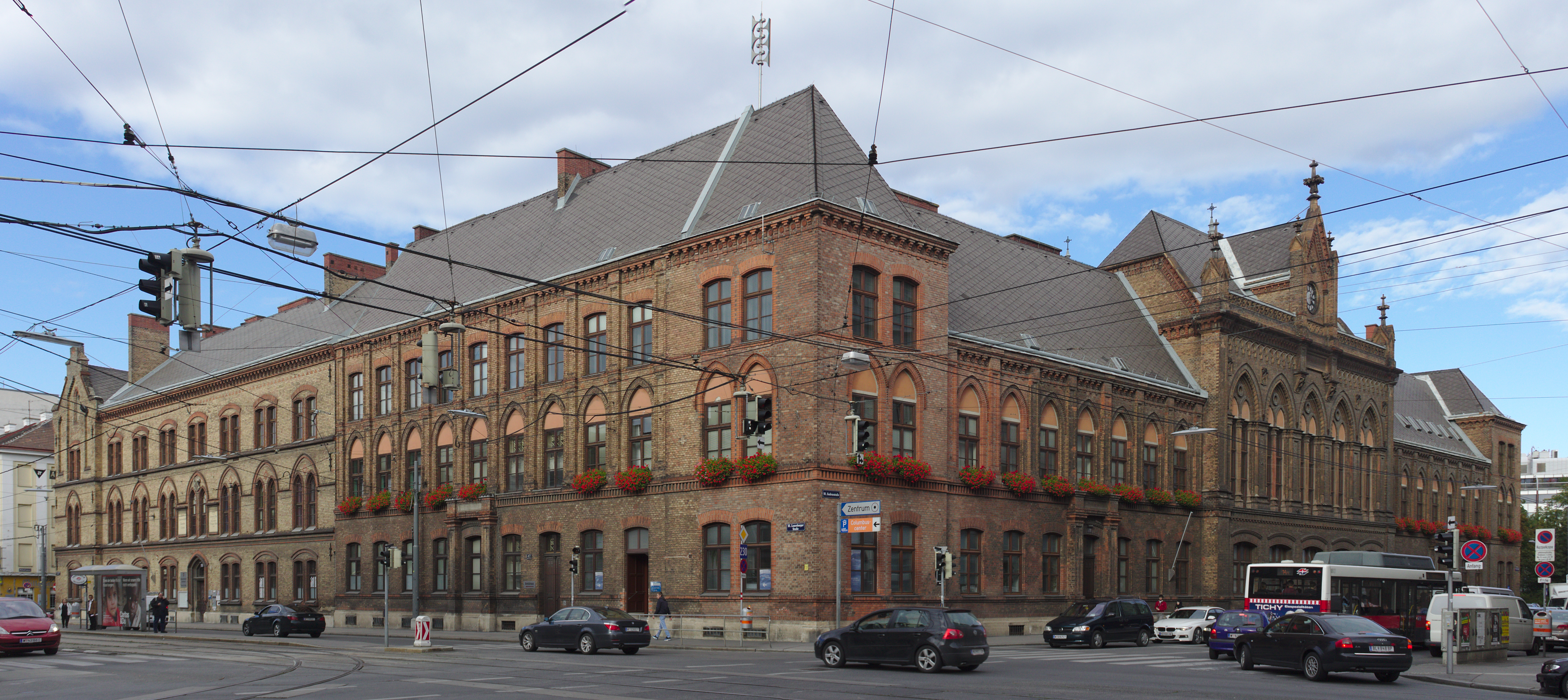
Amtshaus Favoriten, erbaut 1881 / 1882

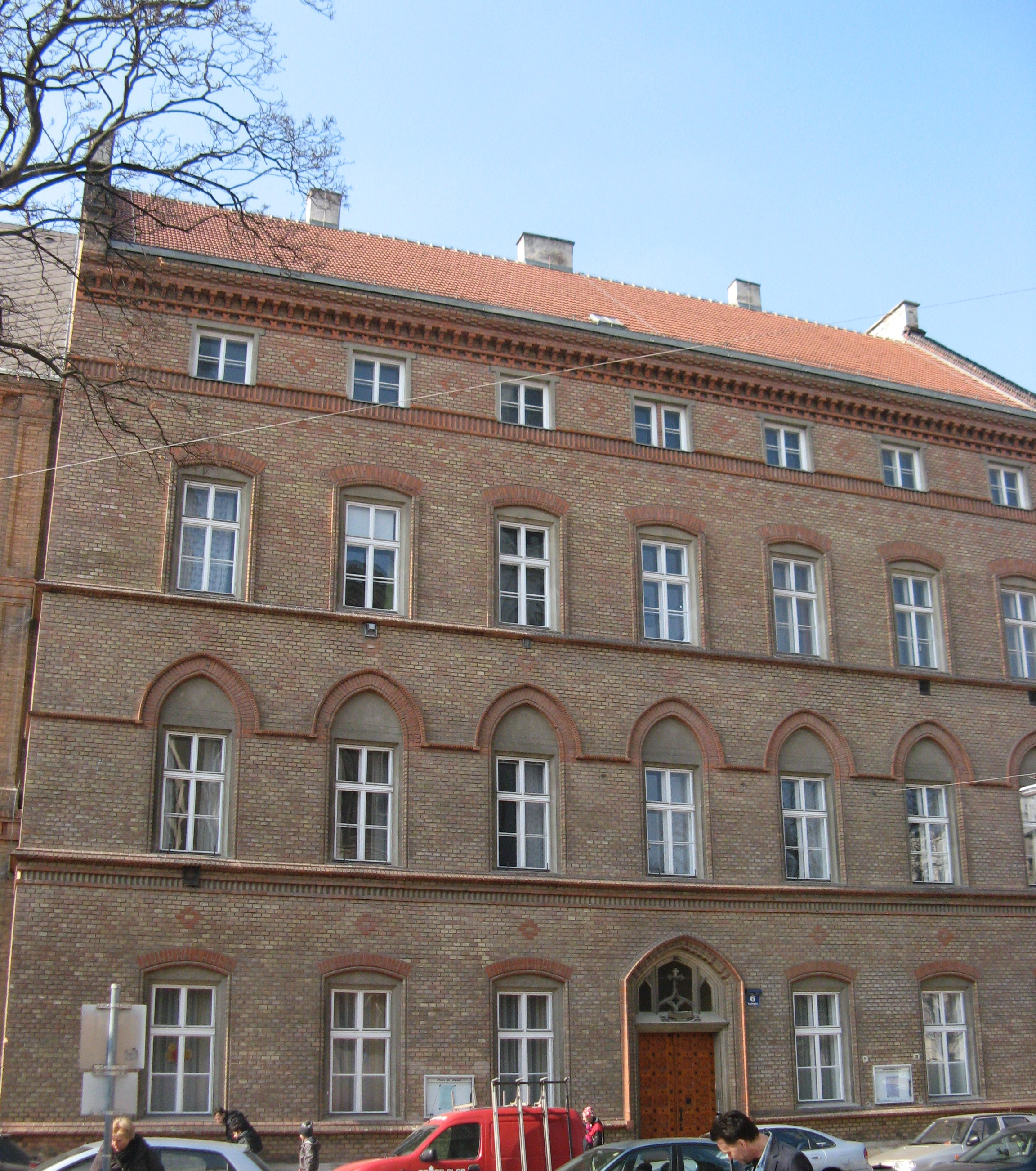
Pfarrhaus Keplerplatz 6, eröffnet 1879

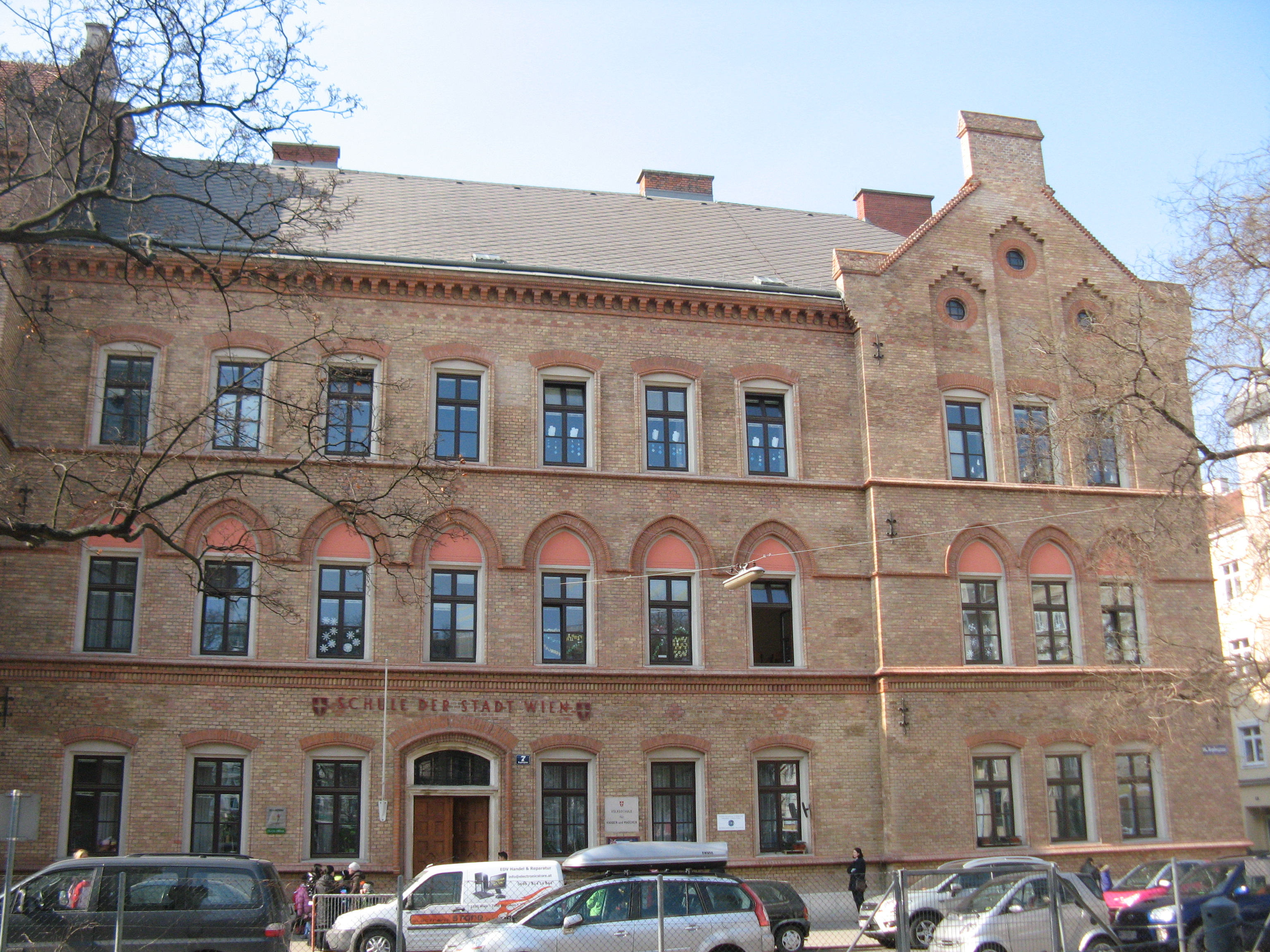
Schule Keplerplatz 7, eröffnet 1871

Das denkmalgeschützte Amtshaus für den 10. Bezirk steht im 10. Wiener Gemeindebezirk, Favoriten, im Gebäudekomplex Keplergasse (im Norden), Keplerplatz (im Osten), Gudrunstraße (im Süden) und Laxenburger Straße (im Westen); die Postadresse ist 1100 Wien, Laxenburger Straße 43–47.

## Baugeschichte
Das Amtshaus des Magistratischen Bezirksamts an der Ecke von Laxenburger Straße und Gudrunstraße, das auch das Büro des Bezirksvorstehers und den Sitzungssaal der Bezirksvertretung umfasst, wurde 1881 / 1882 von der Hochbauabteilung des Wiener Stadtbauamtes unter Leitung von Friedrich Paul (1830–1900) und Josef Pürzl errichtet und am 16. Jänner 1883 eröffnet. Es ist im gotisierenden späthistoristischen Stil in Sichtziegelbauweise erbaut. Die dort schon bestehenden, 1871 eröffneten Volksschulen für Mädchen und für Knaben, das 1878 eröffnete Waisenhaus und das 1879 errichtete Pfarrhaus der Pfarrkirche St. Johann der Evangelist wurden mit diesem Neubau zu einem kompletten Häuserblock zusammengefasst. Es ist so ein geschlossenes neugotisches Ensemble entstanden, das den ganzen Block umfasst.
An der Gudrunstraße ist die symmetrische Fassade durch einen reich dekorierten Mittelrisalit mit niedrigeren Seitenflügeln gegliedert. Hinter den Spitzbogenfenstern im 1. Stock befindet sich der Festsaal.
Ein mit Tusche gezeichneter Plan von Favoriten 1881, angefertigt von einem Bezirksbeamten, zeigt noch nicht das Bezirksamt, sondern nur die obengenannten Schul- und Kirchengebäude.
Von 1882 an war das Amtshaus der zweite Standort der Berufsfeuerwehr in Favoriten, bevor sie 1909 auf das Gelände des aufgelassenen Gaswerks Sonnwendgasse 14 übersiedelte, wo die Hauptfeuerwache Favoriten bis heute besteht.
Durch US-amerikanische Bombenangriffe sowie den Artilleriebeschuss der von Süden anrückenden Roten Armee im Zweiten Weltkrieg wurde das Gebäude in den Jahren 1944 und 1945 stark beschädigt. Nach dem Kriegsende wurde sofort mit den Wiederaufbauarbeiten begonnen.